# Germán-Bernácer-Preis
Der Germán-Bernácer-Preis ist eine vom Observatorio del Banco Central Europeo (OBCE), einer seit 1999 bestehenden unabhängigen Organisation zur Beobachtung der europäischen Zentralbank, ausgelobte Auszeichnung für Wirtschaftswissenschaftler aus der Europäischen Union unter 40 Jahren, die bedeutende Beiträge zur Makroökonomie oder Finanzwissenschaft geleistet haben.

## Hintergrund
Der Preis wurde 2001 gestiftet und ist in seinen Statuten an die traditionsreiche John Bates Clark Medal angelehnt, mit der amerikanische Ökonomen unter vierzig Jahren ausgezeichnet werden, die einen „signifikanten Beitrag zum ökonomischen Denken und Wissen“ geleistet haben. Er ist nach dem spanischen Ökonomen Germán Bernácer benannt, der in verschiedenen europäischen Sprachen zu wirtschaftswissenschaftlichen Fragestellungen publiziert hatte und weltweit mit führenden Ökonomen in regem Austausch stand.
Kandidaten können von Universitäten, Forschungseinrichtungen oder einzelnen Personen aus der wirtschaftswissenschaftlichen akademischen Gemeinschaft nominiert werden, dabei sind Selbstnominierungen erlaubt. Eine achtköpfige Jury entscheidet über die Wahl der Preisträgers. Bei Stimmengleichheit ist die Stimme des Juryvorsitzenden entscheidend. Der Preis ist mit einem Preisgeld in Höhe von 30.000 € dotiert (Stand 2019).

## Preisträger
- 2001: Philip R. Lane (Trinity College Dublin)
- 2002: José Manuel Campa (IESE Business School)
- 2003: Luigi Zingales (University of Chicago Booth School of Business)
- 2004: Stephanie Schmitt-Grohe (Duke University)
- 2005: Monika Piazzesi (Stanford University)
- 2006: Hélène Rey (Princeton University)
- 2007: Pierre-Olivier Gourinchas (University of California, Berkeley)
- 2008: Markus Brunnermeier (Princeton University)
- 2009: Emmanuel Farhi (Harvard University)
- 2010: Xavier Gabaix (Stern School of Business)
- 2011: Lasse Heje Pedersen (Copenhagen Business School und Stern School of Business)
- 2012: Nicholas Bloom (Stanford University)
- 2013: Thomas Philippon (Stern School of Business)
- 2014: Veronica Guerrieri (University of Chicago Booth School of Business)
- 2015: Sitjn Van Nieuweburgh (Stern School of Business)
- 2016: Ricardo Reis (London School of Economics)
- 2017: Benjamin Moll (Princeton University)
- 2018: Gabriel Zucman (University of California Berkeley)
- 2019: Loukas Karabarbounis (University of Minnesota)
- 2020: Ralph Koijen (University of Chicago)
- 2021: Matteo Maggiori (Stanford Graduate School of Business)